# Arenaria monantha
Arenaria monantha är en nejlikväxtart som beskrevs av Frederic Newton Williams. Arenaria monantha ingår i släktet narvar, och familjen nejlikväxter. Inga underarter finns listade i Catalogue of Life.